# The Adventures of Mimi Tour
"The Adventures of Mimi Tour, The Voice, The Hits, The Tour" (Las Aventuras de Mimi, La Voz, los Éxitos, la Gira). Es la sexta gira promocional de conciertos que la cantante estadounidense Mariah Carey realizó durante los años 2005 y 2006 para promocionar su exitoso álbumThe Emancipation of Mimi. La Gira fue nombrada así gracias a una fan de Mariah. Consistió en dos shows en África, veinticinco en Estados Unidos, siete en Canadá y siete en Asia.
La gira comenzó 16 meses después del lanzamiento del álbum, ya que inicialmente Carey no deseaba hacer una gira para promocionarlo, pero después de preguntas a sus fanes, quienes deseaban verla en concierto, decidió finalmente realizar la gira y así celebrar uno de sus mejores momentos en su carrera. 
El show consistía en un escenario de dos niveles con una escalera al costado, tres pantallas gigantes al centro y un marco gigante en el escenario en forma de M en cuyo centro había una pantalla más pequeña. Además de un escenario B que se desplegaba al centro del recinto donde Mariah tenía mayor acercamiento a sus fanes y donde interpretaba algunos de sus éxitos.
Cabe destacar que los conciertos en Túnez y África, fueron muy exitosos, hecho que llamó la atención de la prensa internacional y que fue visto por más de 80 mil personas durante ambos eventos.
Uno de los hechos que causaron controversia entre sus fanes fue que no hubo ninguna fecha para Europa, lo que causó la decepción de sus fanes europeos, aunque Carey siempre ha acostumbrado que sus giras no sean muy largas y solo toquen uno, dos o tres continentes, excepto por la anterior gira Charmbracelet Tour, que fue la más larga que ha hecho.
Según el director musical de Carey, Randy Jackson, el espectáculo en el Honda Center en Anaheim el 8 de octubre de 2006 fue pensado como la base para una grabación de un concierto y el posterior lanzamiento de un DVD. De hecho, Carey realizó una grabación previa al concierto allí, para incluir a los fanáticos, regular la iluminación y revisar otros aspectos técnicos en preparación para la grabación del concierto de la noche.
El DVD resultante, titulado The Adventures of Mimi, fue lanzado más de un año después, comenzando en Europa el 19 de noviembre de 2007, con lanzamientos en otras regiones del mundo en las próximas dos semanas.
El tour finalizó de manera triste, ya que el último show que tendría lugar en Hong Kong, China fue cancelado debido a que los organizadores se quejaron de las "exigencias" de la diva, que calificaron como absurdas, además dijeron que de los 10,000 boletos que se tenían destinados a venta, solo se habían vendido 4,000. Después, el mánager de Carey aseguró que era falso todo lo anterior, que se habían vendido a la fecha 8,000 boletos y que Carey amaba a sus fanes asiáticos.

## Lista de canciones
Primer traje: Bikini negro con capa negra, tacones altos y lentes oscuras
- "Rollercoaster" (Video introduction)

1. "It's Like That" (con elementos de "Sucker MC's" and "Hollis Crew" de Run-DMC)
2. "Heartbreaker" (con elementos de "Desert Storm Remix")
3. "Dreamlover" (con elementos "Juicy" de The Notorious B.I.G.)
4. "My All"
5. "Shake It Off"

Segundo traje: vestido largo color anaranjado o amarillo
1. "Vision of Love"
2. "Fly Like a Bird"
3. "I'll Be There" (con Trey Lorenz)
4. "My Everything" (interpretada por Trey Lorenz)

Tercer traje: top negro, pantalones capri negros y cadena al cuello & En escenario "B"
1. "Fantasy" (Bad Boy Remix)
2. "Don't Forget About Us"
3. "Always Be My Baby"
4. "Honey" (con elementos de "Bad Boy Remix")

Regreso escenario principal & Cuarto traje: Vestido largo turquesa
1. "I Wish You Knew" (fragmento)
2. "Thank God I Found You" (Make It Last Remix) [con Trey Lorenz]
3. "One Sweet Day" (con Trey Lorenz)
4. "Hero"
5. "We Belong Together"
6. "Fly Away (Butterfly Reprise)" (Outro)

notas: 
- " Anytime You Need A Friend " se representó en Túnez.
- " Breakdown " se realizó en Túnez y Miami.
- " I know what you want " se realizó en Túnez, Miami y Tampa.
- "I Wish You Knew" no se realizó en Túnez.
- " Make It Happen " se realizó en Túnez, Miami, Tampa, Atlanta, Filadelfia, Toronto, Montreal, en el primer espectáculo de Atlantic City, Boston, Nueva York, Anaheim y Calgary.
- " Without you " se representó en Túnez.
- " Vision of Love " fue reemplazada por "Stay the Night" en Miami, Tampa, Atlanta, Uncasville, Albany, Verona, Tokio, Nagoya y en el primer show de Saitama.
- "Your Girl" se realizó en Miami, Atlanta, Albany, Wantagh y Verona.
- Un fragmento de " Can't Let Go " se realizó en Tampa, Atlanta, Filadelfia, Toronto, Montreal, en el primer espectáculo de Atlantic City, Boston, Nueva York, East Rutherford, Washington D. C., Auburn Hills, Houston, Dallas, Winnipeg. , Edmonton, Las Vegas, Oakland, Los Ángeles, Anaheim y Phoenix.
- Un fragmento de "Joy Ride" se realizó en Tampa.
- "One Sweet Day" no se presentó en Tampa, en el segundo show de Atlantic City, Verona, Tokio, Nagoya, Saitama y Osaka.
- "Thank God I Found You" no se realizó en Atlanta, en el segundo show de Atlantic City, Uncasville, Albany, Verona, Washington D. C., Seattle, Calgary, Sacramento, Anaheim y durante la etapa asiática.
- Un fragmento de " Close My Eyes " se realizó en Toronto, Montreal y Wantagh.
- Da Brat y JAY Z se unieron a Carey en el escenario para la presentación de "Heartbreaker" en la ciudad de Nueva York.
- Diddy se unió a Carey en el escenario para la presentación de "Honey" en la ciudad de Nueva York.
- " Let Me Love You " fue interpretada por Mario en East Rutherford.
- Mario se unió a Carey en el escenario para la presentación de "One Sweet Day" en East Rutherford.
- "Fantasy" no se realizó en Wantagh.
- "Fly Like a Bird" no se realizó en Verona, Tokio, Nagoya, en el primer espectáculo de Saitama, Osaka y Uncansville.
- Un fragmento de "Melt Away" se realizó en Auburn Hills.
- Un fragmento de " Love Takes Time " se realizó en Winnipeg.
- Un fragmento de "My Saving Grace" se realizó en San Diego.
- Da Brat se unió a Carey en el escenario para la presentación de "Heartbreaker" en Los Ángeles.
- " All i want for christmas is you " se realizó durante la etapa asiática.
- "My All" no se realizó en Uncansville y el primer show de Saitama.

## Fechas del Tour
| Africa           |                  |                |                               |
| 22 de julio      | Túnez            | Túnez          | Stade El Menzah               |
| 24 de julio      | Túnez            | Túnez          | Stade El Menzah               |
| Norte América    |                  |                |                               |
| 5 de agosto      | Miami            | Estados Unidos | AmericanAirlines Arena        |
| 7 de agosto      | Tampa            | Estados Unidos | St. Pete Times Forum          |
| 9 de agosto      | Atlanta          | Estados Unidos | Philips Arena                 |
| 11 de agosto     | Filadelfia       | Estados Unidos | Wachovia Center               |
| 13 de agosto     | Toronto          | Canadá         | Air Canada Centre             |
| 15 de agosto     | Montreal         | Canadá         | Bell Centre                   |
| 17 de agosto     | Atlantic City    | Estados Unidos | Trump Taj Mahal               |
| 19 de agosto     | Atlantic City    | Estados Unidos | Trump Taj Mahal               |
| 21 de agosto     | Boston           | Estados Unidos | TD Banknorth Garden           |
| 23 de agosto     | Nueva York       | Estados Unidos | Madison Square Garden         |
| 25 de agosto     | Uncasville       | Estados Unidos | Mohegan Sun Arena             |
| 27 de agosto     | East Rutherford  | Estados Unidos | Continental Airlines Arena    |
| 29 de agosto     | Toronto          | Canadá         | Air Canada Center             |
| 1 de septiembre  | Albany           | Estados Unidos | Pepsi Arena                   |
| 3 de septiembre  | Wantagh          | Estados Unidos | Nikon at Jones Beach Theater  |
| 5 de septiembre  | Verona           | Estados Unidos | Turning Stone Resort & Casino |
| 7 de septiembre  | Washington D. C. | Estados Unidos | Verizon Center                |
| 9 de septiembre  | Detroit          | Estados Unidos | Palace of Auburn Hills        |
| 11 de septiembre | Chicago          | Estados Unidos | United Center                 |
| 14 de septiembre | Houston          | Estados Unidos | Toyota Center                 |
| 16 de septiembre | Dallas           | Estados Unidos | American Airlines Center      |
| 19 de septiembre | Winnipeg         | Canadá         | MTS Centre                    |
| 21 de septiembre | Edmonton¡        | Canadá         | Rexall Place                  |
| 23 de septiembre | Vancouver        | Canadá         | GM Place                      |
| 25 de septiembre | Calgary          | Canadá         | Pengrowth Saddledome          |
| 27 de septiembre | Sacramento       | Estados Unidos | Arco Arena                    |
| 30 de septiembre | Las Vegas        | Estados Unidos | MGM Grand Arena               |
| 2 de octubre     | Oakland          | Estados Unidos | Oracle Arena                  |
| 4 de octubre     | San Diego        | Estados Unidos | iPayOne Center                |
| 6 de octubre     | Los Ángeles      | Estados Unidos | Staples Center                |
| 8 de octubre     | Anaheim          | Estados Unidos | Honda Center                  |
| 10 de octubre    | Phoenix          | Estados Unidos | US Airways Center             |
| Asia             |                  |                |                               |
| 16 de octubre    | Tokio            | Japón          | Nippon Budōkan                |
| 18 de octubre    | Nagoya           | Japón          | Nagoya Rainbow Hall           |
| 20 de octubre    | Tokio            | Japón          | Saitama Super Arena           |
| 21 de octubre    | Tokio            | Japón          | Saitama Super Arena           |
| 24 de octubre    | Osaka            | Japón          | Osaka Jo Hall                 |
| 25 de octubre    | Osaka            | Japón          | Osaka Jo Hall                 |
| 28 de octubre    | Hong Kong        | China          | Tamar Site                    |

- Texto Resaltado: Shows Cancelados

- Datos: Q2274092
- Multimedia: The Adventures of Mimi Tour / Q2274092